# 東町 (八王子市)
東町（あずまちょう）は、東京都八王子市の地名。丁番を持たない単独町名であり、住居表示実施済区域。郵便番号は192-0082（八王子郵便局管区）。

## 地理
JR八王子駅の北側に位置する地域で、八王子中心市街地の一部を担っており商業施設・商業ビルが大半の区域である。北は横山町、東は明神町、南はJR八王子駅の所在地である旭町、西は中町と接している。
地内の中心には八王子駅北口から国道20号（甲州街道）方向へ延びる桑並木通りが抜けており、JR駅北口を発着する路線バスが多数通過する。この桑並木通りはかつては東京都道161号八王子停車場線であったが、2007年に市へ移管され現在は市道となっている。

## 歴史

### 沿革
- 1912年（大正元年）10月1日 - 南多摩郡八王子町子安町[5]の一部が分立し東町が成立。
- 1917年（大正6年）9月1日 - 八王子町が市制施行。八王子市東町となる。
- 1968年（昭和43年） - 住居表示実施。（旧）1～50番地を（新）1～13番地に変更。

### 治安・風紀の維持
2012年、東京都は東町を都迷惑防止条例に基づき、客引きやスカウトのみならず、それらを行うために待機する行為なども禁止する区域に指定した。
さらに2019年には同じく東町を暴力団排除条例に基づき、暴力団排除特別強化地域に指定。地域内では暴力団と飲食店等との間で、みかじめ料のやりとりや便宜供与などが禁止され、違反者は支払った側であっても懲役1年以下または罰金50万円以下の罰則が科される。

## 世帯数と人口
2017年（平成29年）12月31日現在の世帯数と人口は以下の通りである。
| 町丁 | 世帯数 | 人口  |
| ---- | ------ | ----- |
| 東町 | 80世帯 | 124人 |

## 小・中学校の学区
市立小・中学校に通う場合、学区は以下の通りとなる。
| 番地 | 小学校               | 中学校               | 通学許可校           |
| ---- | -------------------- | -------------------- | -------------------- |
| 全域 | 八王子市立第四小学校 | 八王子市立第三中学校 | 八王子市立第五中学校 |

## 交通

### 鉄道
地内に鉄道は通過していないが、すぐ南の旭町にJR八王子駅があり、利用が可能である。

### 道路
東町地内の中心を「桑並木通り」が通過する。桑並木通りは横山町地内の「八王子駅入口」交差点で国道20号（甲州街道）と接続する。

### 路線バス
八王子駅北口を発着する路線バスが多数通過する。系統などの情報は八王子駅#北口を参照のこと。

## 施設
- 生涯学習センター
  - 生涯学習センター図書館

その他、商業ビルが多数存在する。